# Грэвел энд Тар (женский)
Грэвел энд Тар (англ. Gravel and Tar La Femme) — шоссейная однодневная велогонка, проходящая по территории Новой Зеландии с 2019 года. Является женской версией мужской гонки Грэвел энд Тар.

## История
Гонка была создана в 2019 году спустя три года после появления аналогичной мужской гонки и сразу вошла в Женский мировой шоссейный календарь UCI.
В 2022 году гонка была отменена из-за пандемии COVID-19, а в 2023 году из-за совпадения даты проведения с гонками в Австралии.
Маршрут гонки проходит на Северном острове в регионе Манавату-Уангануи из Фейлдинга в Палмерстон-Норт. Протяжённость дистанция составляет в районе 100 км из которых 40 км проходят по гравийным дорогам разделёнными на несколько секторов. Это делает её похожей на европейскую Страде Бьянке Донне или североамериканский Тур Баттен Килла.
В 2021 году благотворительный фонд Greasy Chain Charitable Trust, организовывающий гонку был удостоен приза The Shona Smith Trophy за достижение наибольшего успеха в повышении роли женщин в велоспорте. Данная гонка стала одной из первых профессиональных велогонок в мире имеющих мужской аналог в которой призовые деньги у мужчин и женщин равны, обе гонки проходят в один день, а трасса женской версии практически полностью повторяет мужскую.

## Призёры
| Год  | Победитель      | Второй         | Третий           |          |
| ---- | --------------- | -------------- | ---------------- | -------- |
| 2019 | Броди Чапман    | Дженна Меррик  | Райли Макмаллен  |          |
| 2020 | Ниам Фишер-Блэк | Самара Шеппард | Элла Блур        |          |
| 2021 | Оливия Рэй      | Шарлотт Лукас  | Райли Макмаллен  |          |
| 2022 | отменено        | отменено       | отменено         | отменено |
| 2023 | отменено        | отменено       | отменено         | отменено |
| 2024 | Кейт Маккарти   | Sammie Maxwell | Charlotte Clarke |          |